# Playa de la Victoria
La Playa de la Victoria (o Playa Victoria) es una playa urbana que se encuentra en la Costa de la Luz, extramuros de la ciudad de Cádiz (España), con aproximadamente 3 kilómetros de longitud sobre la costa del océano Atlántico. Está considerada la mejor playa urbana de Europa y lleva recibiendo la Bandera Azul de forma ininterrumpida desde 1987 hasta 2011. Además es la primera playa de España que cuenta también con una certificación de gestión medioambiental y de Q de Calidad Turística.

## Geografía
La playa de la Victoria, cuyas coordenadas geográficas se establecen entre 36° 29' 42" N - 6° 16' 20" O y 36° 31' 03" N - 06° 17' 11" O, mide entre 2,5 y 3,5 km, tiene una pendiente del 6 % y una anchura cercana, en bajamar, a los 200 m, gracias en parte al proyecto de "realimentación de las playas urbanas de Cádiz", efectuado en 2003.
Las arenas de la playa son de tipo fino, de tono dorado y naturaleza silícea.

### Emplazamiento
La Victoria está situada en la parte suroeste de la ciudad de Cádiz. Forma parte del Golfo de Cádiz, por lo que está bañada, en todo su recorrido, por el Océano Atlántico. Limita, al norte, con la playa de Santa María del Mar, mientras que al sur se topa con el muro de Cortadura, el cual separa La Victoria de la playa de Cortadura. La playa está separada de la ciudad por el paseo marítimo, en la avenida de idéntico nombre, y en la de Amílcar Barca, continuación de la anterior.

### Etimología
A principios del siglo XX, la ciudad de Cádiz se vio económicamente deprimida: De un lado, la pérdida de las últimas colonias en América tras el Desastre del 98 hizo desaparecer el comercio con ellas; de otro, el derribo de las murallas de la ciudad para llevar a cabo sus propias obras de expansión supuso un coste enorme.  En el proyecto de este ensanche, el Ayuntamiento incluye levantar un conjunto de cuatro barrios residenciales, para despejar el recinto de "Intramuros", con el nombre de Reina Victoria.
En la zona más al sur de la ciudad, precisamente conocida como "Campo del Sur", y a suficiente distancia de la zona militar de la ciudad, se encontraba la Playa del Sur. Gracias a su distancia del núcleo de "Intramuros", decide construirse un balneario de aguas medicinales, acorde con el incipiente turismo en el país, pero que a la vez esté accesible a todas las clases de la ciudad. Este balneario, que abrió sus puertas al público entre 1907 y 1931 y cuyo hueco alberga al hotel que lo sustituyó, fue denominado "Balneario Reina Victoria". 

De todos modos, hay dudas sobre si la playa recibió el nombre directamente del balneario o, por medio de éste, de los nuevos barrios.

### Formación geológica

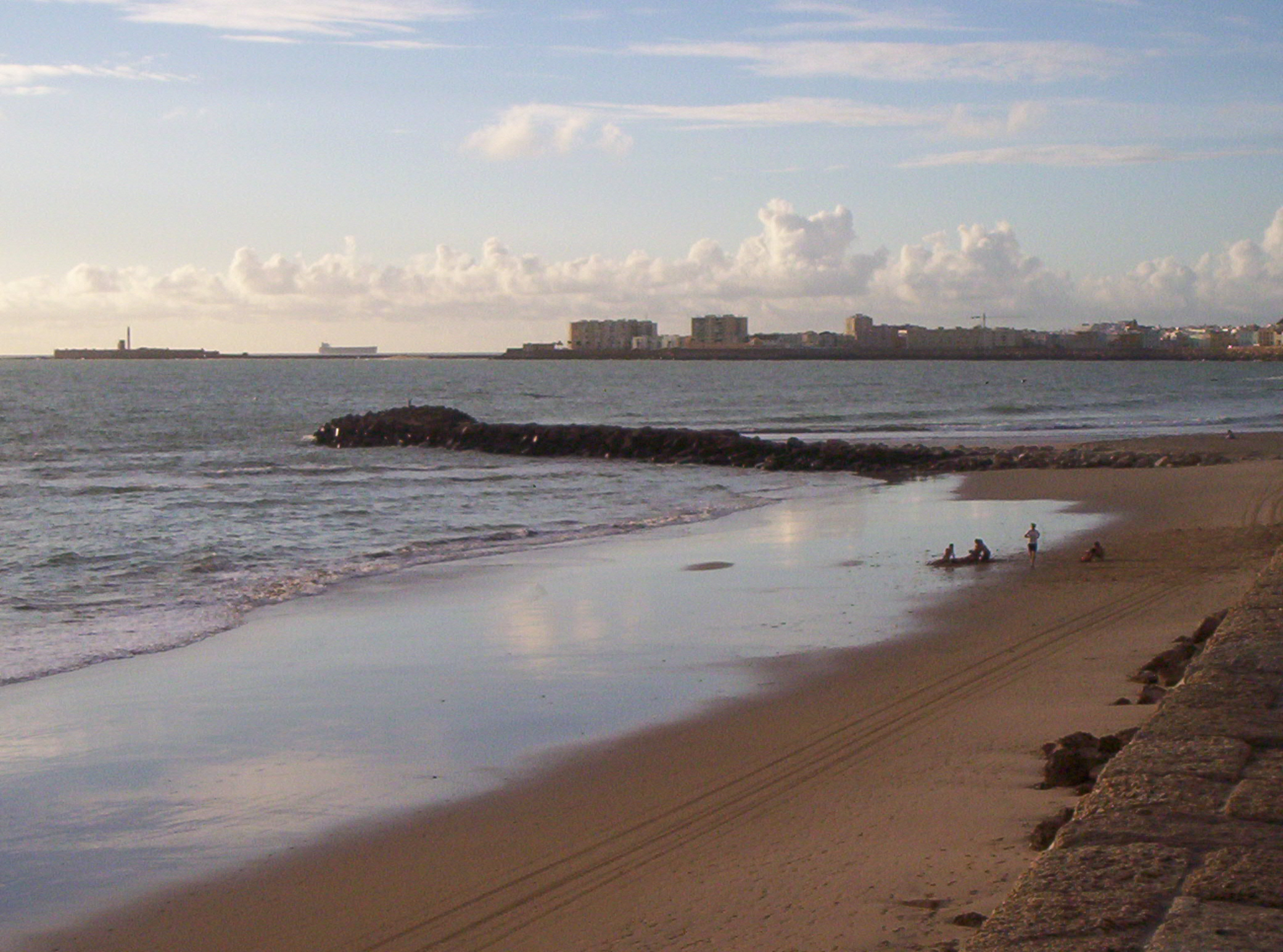
Espigón en la playa de la Victoria que funciona como límite entre esta y la playa de Santa María del Mar.

El actual territorio de la provincia de Cádiz es consecuencia de la formación, durante el Mioceno, de la cordillera de los Alpes, que produjo la superposición de los materiales más antiguos de la zona sobre los más modernos, al tiempo que se acercaban entre sí las placas europea y africana.
Es en esta época cuando el valle del Guadalquivir o el sur de la península ibérica empiezan a quedar progresivamente por encima del nivel del mar.
En lo que respecta al litoral gaditano, el origen de la bahía de Cádiz y de las playas de su entorno puede fecharse en torno al Mioceno superior, como resultado de una depresión tectónica, que, durante el Plioceno y parte del Pleistoceno, quedó ocupada por un delta que configuró la línea de costa. La arena, caliza y conglomerado que allí se depositaron dieron lugar a la típica piedra ostionera, con la que se construían y se adornan aún muchos de los edificios de la zona. Hace unos 20.000 años, este delta fue hundiéndose, debido al cambio del nivel del mar, hasta poco antes del Holoceno, a partir del cual comenzó a estabilizarse.
En los decenios posteriores, al completarse el ascenso del nivel del mar a causa del calentamiento de los casquetes polares, empezaron a depositarse arenas en el borde de aquella costa y las islas cercanas surgidas en la bahía: Cimbis, Erytheia y Kotinoussa. A lo largo de los siglos, estos depósitos pasaron a ser los terrenos de fundación de Cádiz y San Fernando. Cerca de la playa se encuentran las marismas y salinas, que fueron un recurso económico relevante de ambas ciudades hasta los años 1980.

## Turismo

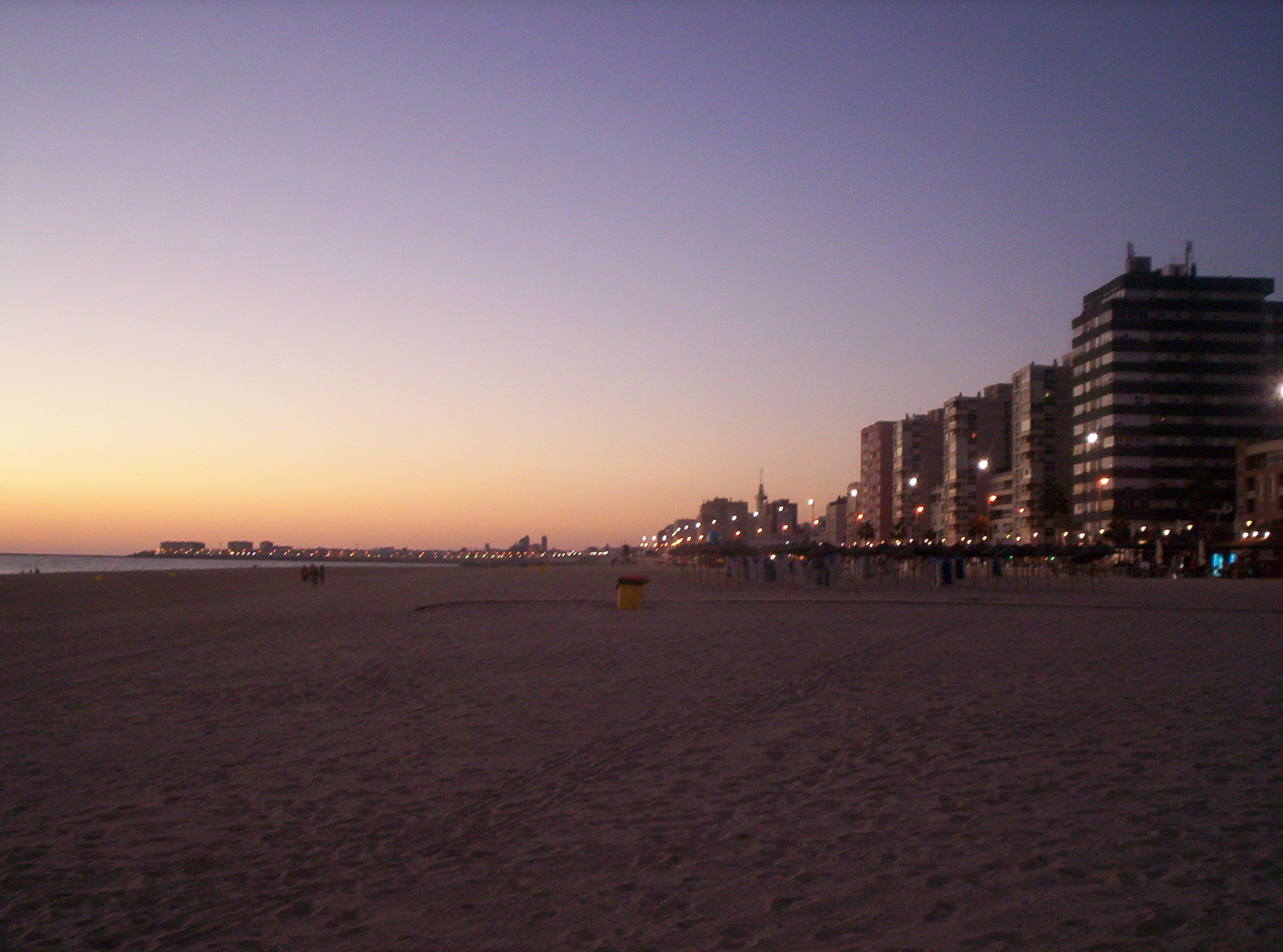
Mientras que a la derecha, en pleno paseo marítimo, se perciben edificios de viviendas, al fondo pueden observarse varios famosos lugares de Cádiz, tales como la Catedral o la Torre Tavira II, llamada popularmente "el Pirulí".

La Playa de la Victoria está reconocida entre las seis playas de mayor calidad de España, estando en posesión desde agosto de 2004 del Sello Q de Calidad Turística concedido por el Instituto para la Calidad Turística Española (ICTE), organismo dependiente de la Secretaría General de Turismo del Ministerio de Economía.
Aunque la mayoría de los que disfrutan de la playa Victoria en los meses de verano son los propios gaditanos, son muchos los que, mediante los transportes públicos o por turismo, vienen a pasar el día a la playa. Hay que contar que la oferta turística de Cádiz no está tan publicitada ni se conoce tanto como la de otras ciudades litorales, bien de España, como de la misma provincia: Chiclana y la zona de "La Barrosa", Barbate y Los Caños de Meca o El Puerto de Santa María y Valdelagrana serían ejemplos de turismo más difundido.

### Hostelería
La hostelería en torno a la playa se centra en las cercanías a la plaza Ingeniero La Cierva, con algunos de los hoteles de mayor prestigio de la ciudad. Asimismo los productos típicos de la zona pueden degustarse en los establecimientos emplazados a lo largo del paseo marítimo, muchos de los cuales tienen terrazas o pisos altos en los que se puede contemplar la playa: Bares, marisquerías y restaurantes de distintos tipos.

### Accesos
Las principales vías de acceso terrestre a Cádiz y la playa son:
- Por el sur, pasando por San Fernando, la autovía CA-33.
- Desde el norte, vía Puerto Real, a través del puente Ramón de Carranza, la autovía A-4.[13]

Una vez en Cádiz, los vehículos pueden dejarse en uno de los aparcamientos cercanos, subterráneos en su mayor parte; sin embargo, también se ofrece una serie de trayectos por varios medios de locomoción y empresas:
- A través de autobuses, fletados por el Consorcio de Transportes de la Bahía de Cádiz, desde los diferentes municipios de la propia bahía, con preferencia de parada en las estaciones "Polideportivo" (en frente del polideportivo "Ciudad de Cádiz"), "Telegrafía" (al lado de los terrenos de la Telegrafía sin Hilos) y "Hotel Playa" (en la plaza Ingeniero La Cierva, donde se sitúa este hotel).[14]
- Mediante el servicio de catamaranes, también controlados por el Consorcio, desde El Puerto de Santa María y Rota, aunque en este caso habría que tomar un autobús desde el Puerto de Cádiz hasta la playa.[14]
- Por tren de cercanías RENFE, con paradas a la altura de las estaciones de Cortadura y Estadio, que quedan justo enfrente de la playa.[14]

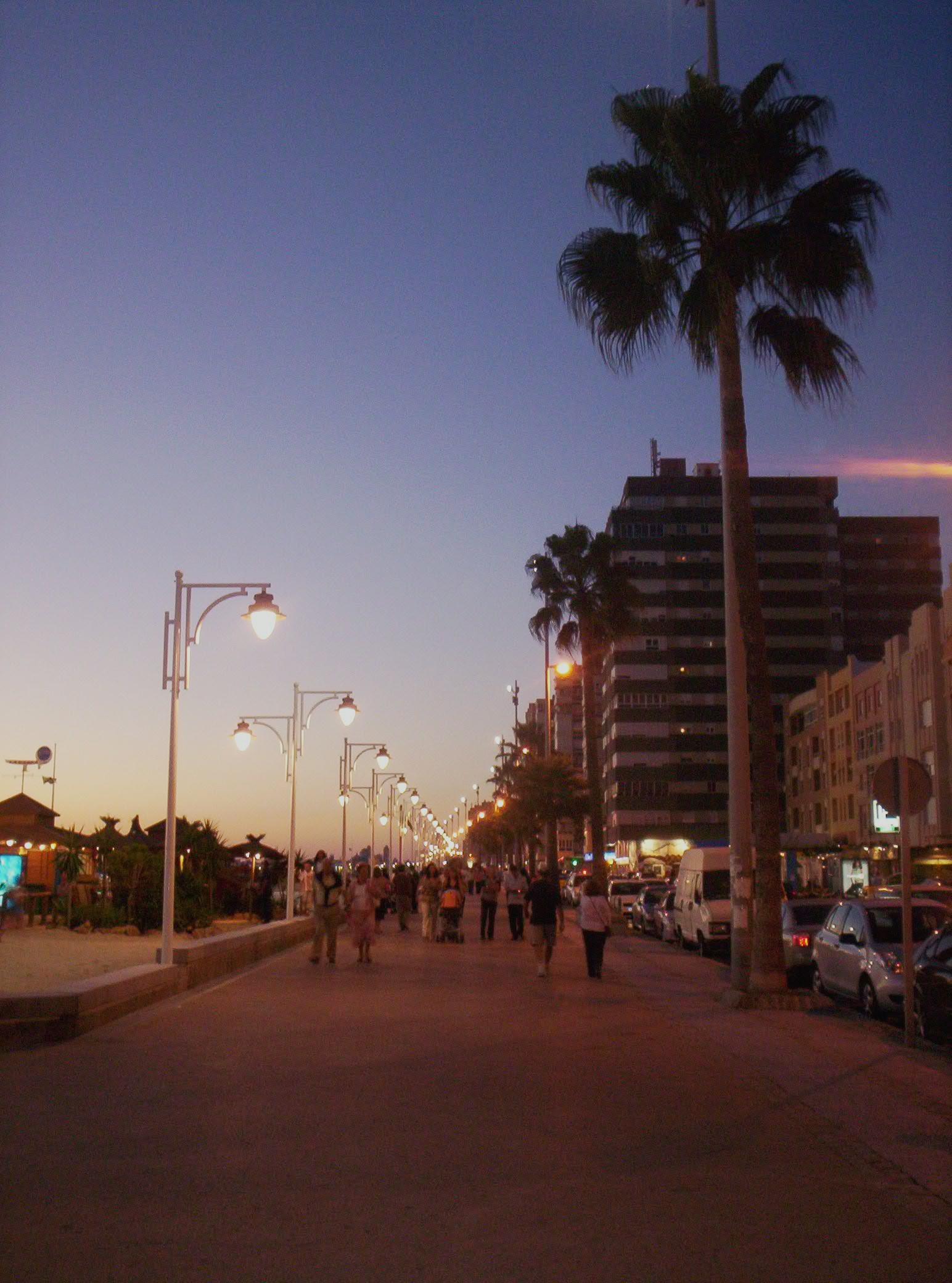
Paseo marítimo de la playa de la Victoria.

### Otros
Un icono clásico de la playa de la Victoria es el vendedor ambulante. Suelen vender refrescos, cerveza o agua por un lado y patatas fritas o aperitivos, como pipas o "gusanitos". Aunque son menos comunes, los hay que venden marisco cocido (camarones, cangrejos, gambas...), dulces y complementos de vestir, como las chilabas o los collares. También un mercadillo nocturno ocupa la vida de la playa y el paseo marítimo, ofreciendo productos artesanos a los viandantes.
De las licencias de todos estos vendedores se ocupa el Ayuntamiento de Cádiz, que las concede, o bien para un mes, o bien para todo el verano, con la excepción de quienes se encargan exclusivamente de vender su mercancía en la noche del Trofeo Ramón de Carranza, a mediados o finales del mes de agosto.
Es precisamente el día de la celebración de la final del torneo cuando se dan lugar las mayores concentraciones de personas, gaditanos y foráneos, para festejar las victorias de los equipos de fútbol o para pasar la noche con las típicas barbacoas y, entre muchos jóvenes, botellones. Este "festejo" lleva varios años levantando polémicas en Cádiz entre los que quieren la prohibición de las barbacoas y los que prefieren seguir celebrándolas.

## Servicios

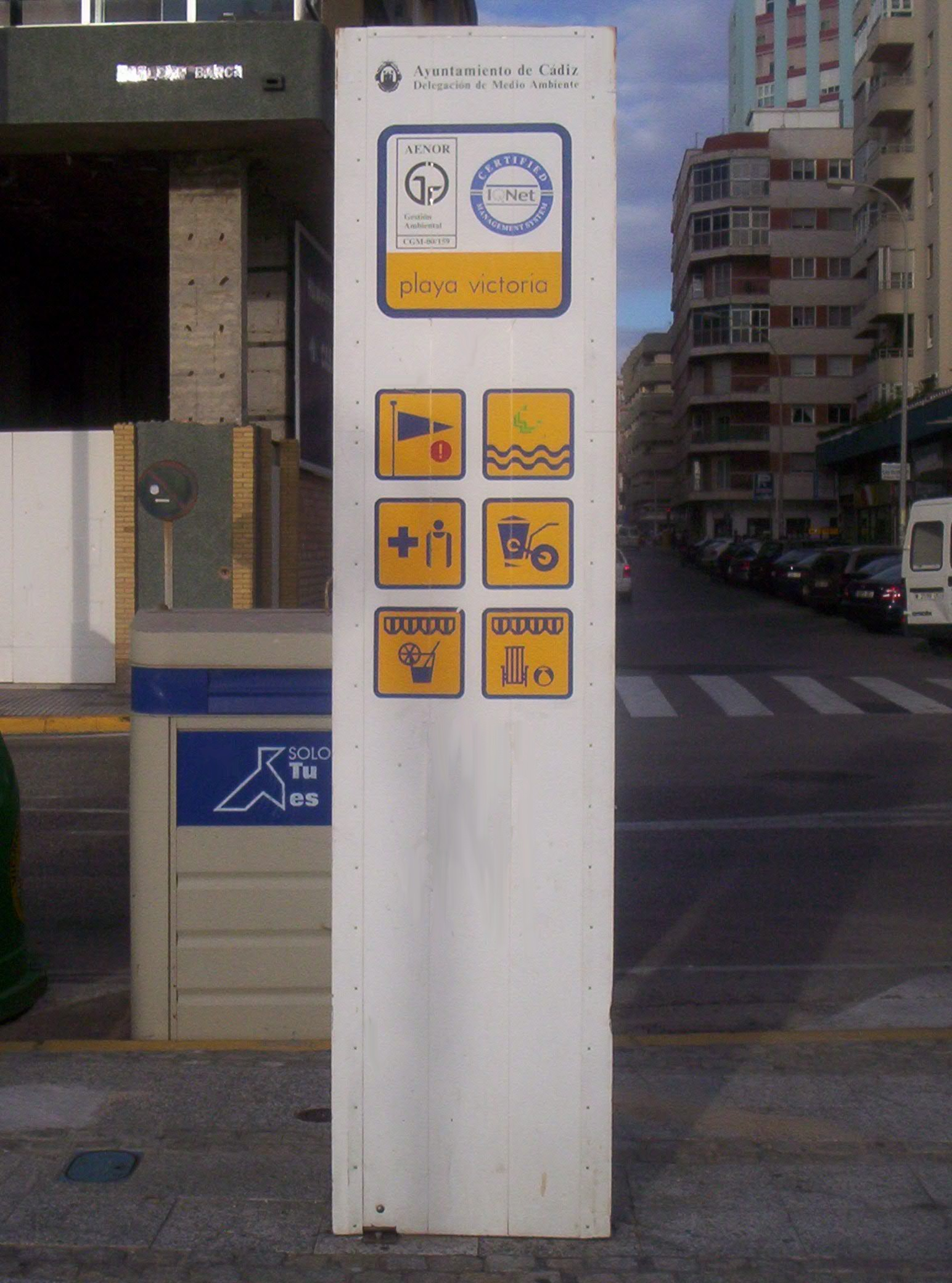
Pequeño punto de información, al comienzo de la avenida Amílcar Barca (en el paseo marítimo), donde se muestran los certificados AENOR e IQNet junto a los símbolos de algunos de los servicios que ofrece.

La playa ofrece varios servicios incluyendo:

### Servicios sanitarios y de seguridad
- Servicios de limpieza y papeleras.
- Policía local.
- Botiquín.
- Lavabos, lavapiés y duchas.
- Servicio de socorrismo.
- Inodoros.
- Vestuarios.
- Fuentes de agua potable.

### Servicios de ocio
En invierno, cuando la playa está más tranquila, se desarrollan algunas actividades deportivas, como las competiciones de:
- Atletismo.
- Vóley playa.
- Rugby - 7.

En verano, con una oferta dirigida a un público más general, se ofrecen otros entretenimientos:
- Balonmano playa (Liga "Ciudad de Cádiz").
- Gimnasia de mantenimiento.
- Torneos individual y por parejas de palas de playa.

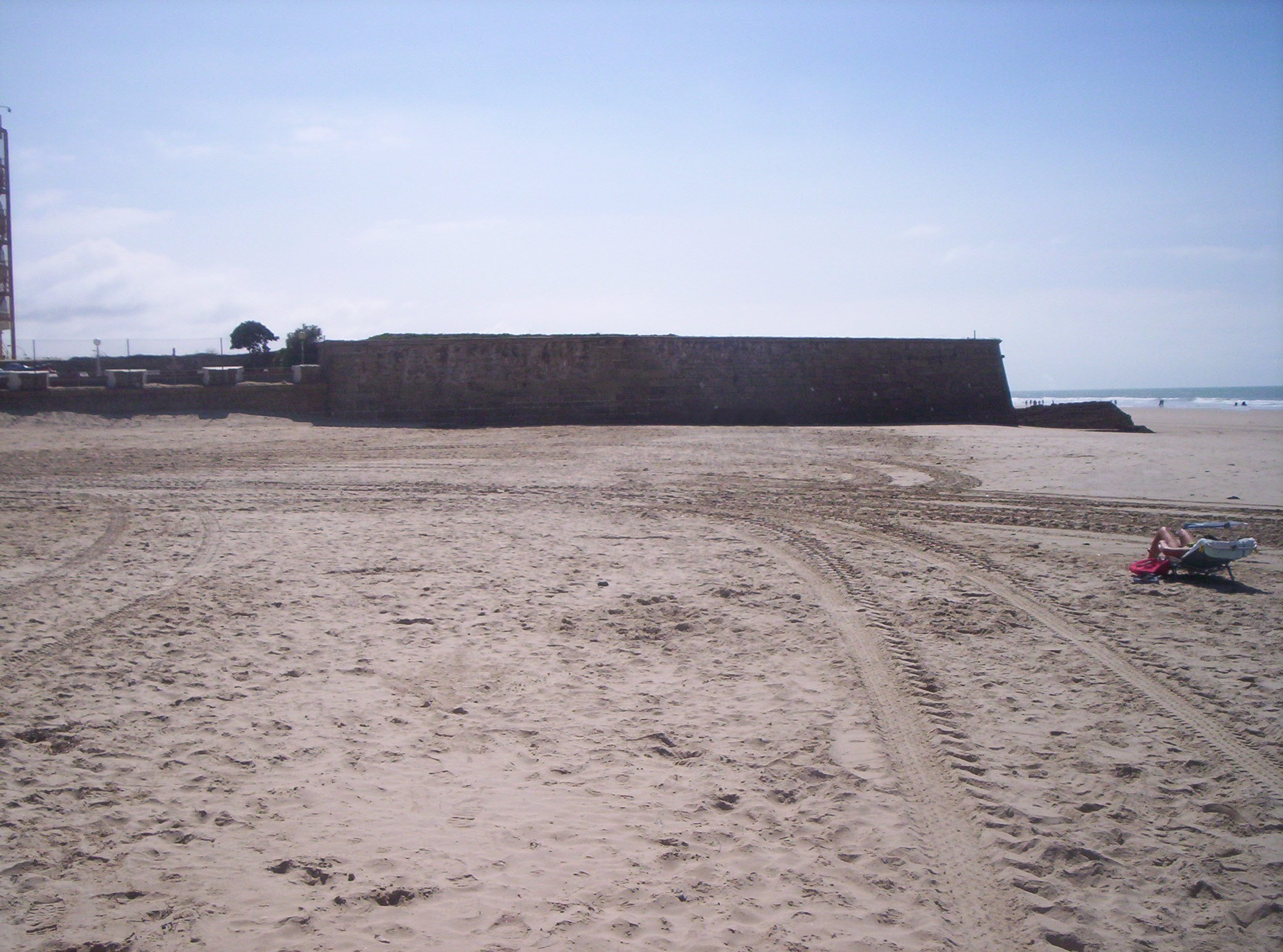
En la imagen se contempla la muralla de Cortadura, que hace de límite entre la playa de Cortadura y la de la Victoria a la vez que indica el inicio del casco urbano de Cádiz.

- Torneos por parejas y por equipos de vóley playa y futvóley.

Por otro lado, durante todo el año la playa está disponible para quienes quieran andar o correr a lo largo de la misma y de las playas contiguas.

### Otros servicios
- Chiringuitos.
- Zonas de sombrillas y tumbonas.
- Bares y restaurantes.
- Cine de verano.
- Guardería.
- Área de salida y entrada de embarcaciones.
- Puesto de información.
- Acceso y zonas adaptadas para minusválidos.